# Leirvik
Leirvik este o localitate din comuna Stord, provincia Hordaland, Norvegia, cu o suprafață de 9,52 km² și o populație de 13.478 locuitori (2013).